# Joachim Georg Odebrecht
Joachim Georg Odebrecht (* 7. April 1725 in Groß Kiesow; † 1801 in Wolgast) war Doktor der Medizin und Stadtphysikus in Wolgast.

## Leben
Joachim Georg Odebrecht war der zweite Sohn des Groß Kiesower Pastors Andreas Odebrecht (1671–1732) und dessen Ehefrau Christina Dorothea Gletzel († 1765), Tochter des Pastors Gletzel in Ranzin. Während sein älterer Bruder Andreas (1716–1791) den Greifswalder Zweig der vorpommerschen Familie Odebrecht begründete, war Joachim Georg der Begründer von deren Wolgaster Zweig.
Joachim Georg war verheiratet mit Barbara Regina Müller, der zweiten Tochter des Wolgaster Kaufmanns Otto Müller († 1753). Sein Sohn Otto (1768–1853) war Pastor in Hohendorf. Der Sohn Carl (1771–1837) war Altermann der Wolgaster Kaufmannschaft. Der Sohn Gottlieb (1780–1842) war Hofgerichtsrat in Greifswald. Der Enkel Emil seines zweiten Sohnes Carl, wanderte nach Brasilien aus und begründete dort eine sehr erfolgreiche Unternehmensgruppe.